# Mirosław Chmara
Mirosław Marian Chmara (Polonia, 9 de mayo de 1964) es un atleta polaco retirado especializado en la prueba de salto con pértiga, en la que consiguió ser medallista de bronce europeo en pista cubierta en 1989.

## Carrera deportiva
En el Campeonato Europeo de Atletismo en Pista Cubierta de 1989 ganó la medalla de bronce en el salto con pértiga, con un salto por encima de 5.70 metros, tras los soviéticos Grigoriy Yegorov  (oro con 5.75 metros) y Igor Potapovich.